# Zamieszki w Nowej Kaledonii w 2024
Zamieszki w Nowej Kaledonii w 2024 – zamieszki, które wybuchły 13 maja 2024 roku na terenie Nowej Kaledonii, czyli jednego z francuskich terytoriów zamorskich na terenie Oceanii.

## Kontekst i powód
Najliczniejszą grupę etniczną Nowej Kaledonii stanowi rdzenna, melanezyjska ludność, czyli Kanakowie. Francuzi są na tym obszarze mniejszością. Mimo to, francuski centralny rząd zadecydował o reformie praw wyborczych, w wyniku której osoby urodzone we Francji i zamieszkujące Nową Kaledonię od co najmniej 10 lat otrzymaliby prawo do głosu w wyborach prowincjonalnych. Ta decyzja oburzyła sporą część lokalnej ludności, która zdecydowała się zaprotestować w obawie przed tym, że nadanie prawa głosu tzw. Zoreille zmniejszy znaczenie Kanaków.

## Przebieg
Protesty przybrały formę zamieszek. Ich uczestnicy plądrowali sklepy oraz podpalali pojazdy i budynki, w tym szkołę. Z tego powodu na wyspę wysłano dodatkowe 500 funkcjonariuszy. Wg stanu na 16 maja w zamieszkach zginęły 4 osoby – trzech Kanaków oraz jeden policjant.

## Reakcje międzynarodowe

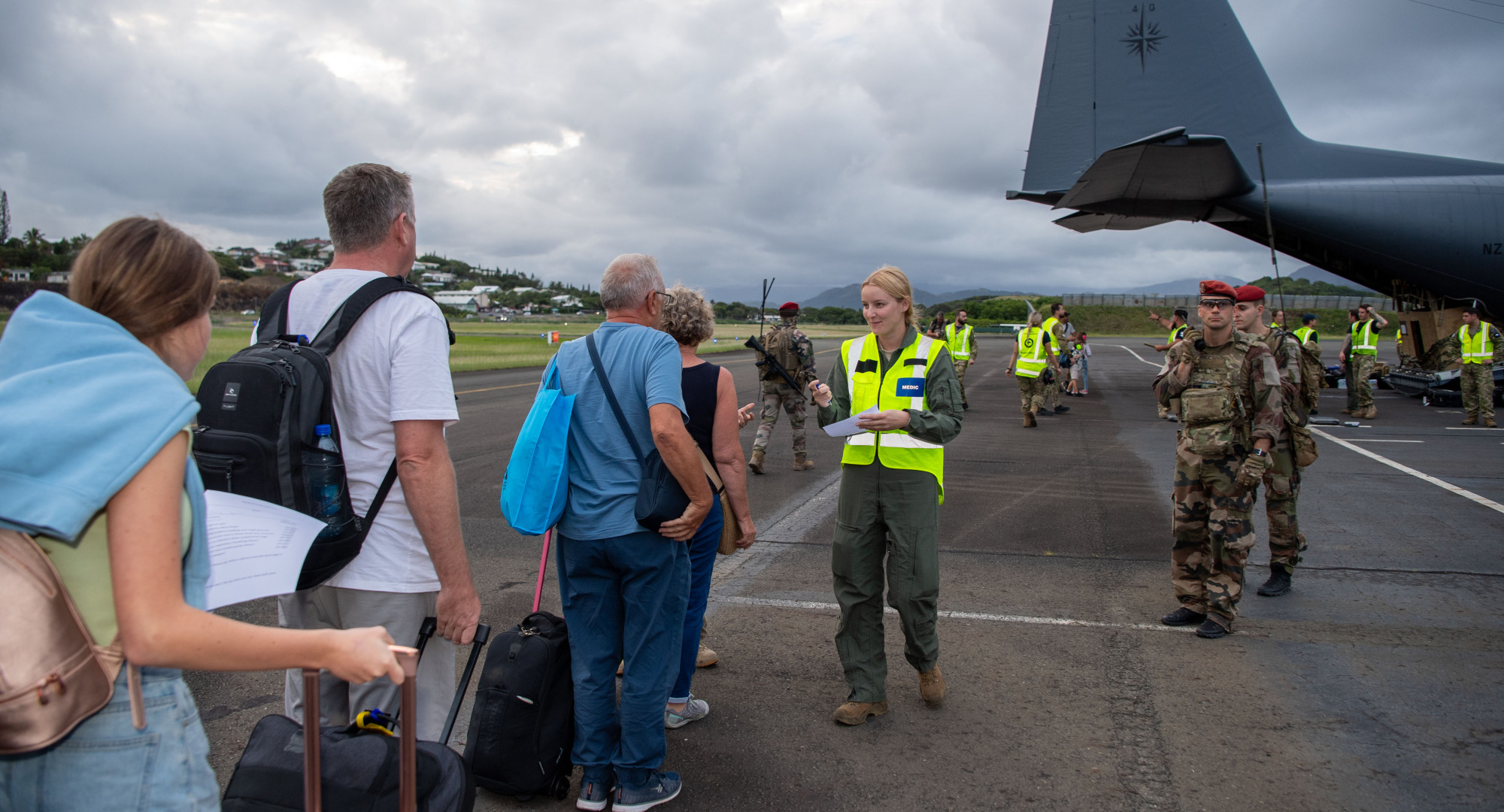
Personel Sił Obronnych Nowej Zelandii pomagający w bezpiecznym powrocie Nowozelandczyków z Nowej Kaledonii

Azerbejdżan – według francuskiego ministra spraw wewnętrznych, Géralda Darmanina, azerbejdżański rząd podżegał mieszkańców Nowej Kaledonii do brania udziału w zamieszkach. Sam Azerbejdżan nie wyraził jednak jednoznacznego poparcia dla zamieszek, a jedynie sprzyjał wcześniej działaczom Kanaków poprzez podpisanie „Memorandum o współpracy”. W odpowiedzi na oskarżenia Darmanina azerbejdżański rzecznik odrzucił jego skargę oraz stwierdził, że Francja powinna zreflektować się nad swoją polityką, według słów rzecznika nieudaną.